# سوزانا ويبو
سوزانا ويبو مواليد 25 نوفمبر 1963، هي لاعبة كرة مضرب إندونيسية بدأت مسيرتها كمحترفة سنة 1990. أعلى تصنيف لها في الفردي كان المركز الـ 195 في سنة 1991. أعلى تصنيف لها في الزوجي كان المركز الـ 90 في سنة 1991.

## الميداليات
| الميدالية | المسابقة                   |
| --------- | -------------------------- |
| ذهبية     | دورة الألعاب الآسيوية 1986 |
| برونزية   | دورة الألعاب الآسيوية 1986 |
| ذهبية     | دورة الألعاب الآسيوية 1990 |
| برونزية   | دورة الألعاب الآسيوية 1990 |

## روابط خارجية
- سوزانا ويبو على موقع رابطة محترفات التنس (الإنجليزية)
- سوزانا ويبو على موقع الاتحاد الدولي لكرة المضرب (الإنجليزية)
- سوزانا ويبو على موقع خلاصة التنس.كوم (الإنجليزية)
- سوزانا ويبو على موقع أوليمبيديا (الإنجليزية)